# Pedro Arrupe
Pedro Arrupe, SJ (Bilbau, 14 de novembro de 1907 – Roma, Itália, 5 de fevereiro de 1991), foi um sacerdote católico, membro da Companhia de Jesus e Prepósito-Geral dos Jesuitas.

## Os primeiros anos
Nasceu no "casco viejo" (cidade antiga) de  Bilbao, a 14 de novembro de 1907, na mesma terra basca onde em 1491 nascera Íñigo López de Loyola, fundador da Companhia de Jesus. Filho do arquiteto e jornalista Marcelino Arrupe, fundador da Gaceta del Nord, um dos primeiros diários católicos da Espanha.
Sua mãe, Dolores Gondra faleceu quando Pedro Arrupe tinha oito anos de idade.
Entre 1914 e 1922, estudou no Colégio dos Escolápios em Bilbao.
Em 29 de março de 1918, ingressou na Congregação Mariana de Santo Estanislau Kostka, dirigida pelo Padre jesuíta Ángel Basterra.
Em março de 1923 escreve um artigo sobre São Francisco Xavier, no mesmo ano começa a estudar Medicina na Faculdade de San Carlos em Madri, durante seus estudos, junta-se à Conferência de São Vicente de Paula, onde cresceu seu amor pelos pobres, um etapa fundamental para a formação esse incansável batalhador pela "fé e justiça".
O contato com os pobres em Madri, o levaria a dizer que:
"Deus, a quem sentia tão perto de mim, (…), irresistivelmente me atraiu a si. E o descobri tão perto dos que sofrem, dos que choram, dos que naufragam, nesta vida de exclusão, que se acendeu em mim o ardente desejo de imitá-lo nesta voluntária proximidade dos desamparados do mundo, pessoas que a sociedade despreza, porque nem sequer suspeita que há uma alma vibrando debaixo de tanta dor" (Lamet, Pedro Miguel sj, "Arrupe, una explosión en la Iglesia", p. 59)
Em 1926, falece seu pai, passados os dias de luto parte com suas quatro irmãs para uma Romaria em Lourdes, onde se impressiona profundamente com pelo menos três milagres pessoalmente verificados, ocasião em que fortalece sua fé.
No dia 25 de janeiro de 1927, O pequeno 'Peru', a contra-gosto de muitos colegas e professores, inclusive do futuro presidente da república, Juan Negrín, ingressou no noviciado da Companhia de Jesus em Loyola.
Já no noviciado, por meio de uma carta dirigida ao Superior Geral em Roma, ofereceu-se para ir para o Japão o quanto antes e lá completar sua formação, pedido que demoraria a se concretizar.
Em 1932, estava iniciando os estudos de Filosofia em Oña, na Província de Burgos (Espanha), quando o governo republicano dissolveu e proibiu as atividades da Companhia de Jesus na Espanha, por isso teve de continuar sua formação em Marneffe (Bélgica).
Foi cursar Teologia em Valkenburg (Países Baixos), onde foi aluno do então célebre professor de Teologia Moral Pe. Francisco Hürth, ocasião em que dedicou especial atenção à Moral Médica.
Em 30 de julho de 1936 foi ordenado sacerdote e em setembro do mesmo ano, viajou para os Estados Unidos para aprofundar seus estudos sobre Moral Médica.
Em agosto de 1937, um tanto cansado dos estudos, foi mandado para o sul dos Estados Unidos, para exercer o apostolado no meio dos numerosos imigrantes mexicanos, tendo inclusive visitado o México, a convite do Reitor do Seminário de Montezuma, na ocasião visitou órfãos da Guerra Civil Espanhola que vivia em condições miseráveis na cidade de Morelia.
Em 1938 foi convocado para fazer a Terceira provação, concluída em 30 de junho, sob a orientação do Padre Mc Mennany, por meio deste instrutor conseguiu, finalmente, ser atendido em seu pedido de ser enviado como missionário no Japão.
Durante o período em que se preparava para a viagem ao Japão, realizou um trabalho junto aos presos de origem latina que viviam em Nova York, nessa ocasião chegou a cativar os presos mais perigosos, onde se convenceu que "(…) não há melhor pregação do que a caridade, e que o carinho é capaz de arrancar lágrimas das próprias pedras" (Lamet, p. 42).
No dia 30 de setembro embarcou de Seatle rumo ao Japão, onde desembarca em 15 de outubro, do porto de Yokohama, na baia de Tóquio.

## Vivendo no Japão
Os primeiros seis meses foram dedicados exclusivamente ao estudo da língua, da escrita e cultura do povo japonês, na comunidade dos jesuítas em Nagatsuka. Depois foi enviado para Tóquio onde permaneceu por cerca de um ano e meio, antes de ser enviado para assumir uma paróquia em Yamaguchi.
Em 8 de dezembro de 1941, foi preso por suspeita de espionagem durante 33 dias, durante o natal daquele ano alguns fiéis realizaram uma breve serenata de natal nas proximidades da prisão em solidariedade ao pároco injustamente condenado a passar aquele natal sem contato com os paroquianos.
Em março de 1942 retorna a Nagatsuka (a seis quilômetros do centro de Hiroshima) para exercer a função de mestre de noviços, onde enfrenta as privações típicas de um período de guerra.
Nesse período busca melhor conhecimento da cultura japonesa tentando praticar vários dô (caminhos, modos de agir e de reagir), como a cerimônia do chá, a arte de escrever, tiro ao alvo, sob a orientação de bonzos budistas. Debatia questões de religião, sobretudo correlacionando budismo e cristianismo, tendo praticado exercícios ascépticos e de concentração em um noviciado zen budista.
Às 8 horas da manhã do dia 6 de agosto de 1945 explode a Bomba Atômica em Hiroshima, Arrupe se dirige a Capela do Noviciado e após uma breve oração, atende ao chamado de Deus para transformar as instalações semi destruídas do noviciado em um hospital, foi com os noviços à cidade tirar os vivos, queimar os mortos para não haver infecções, e muito mais. A experiência seria futuramente narrada em um livro denominado: "Eu vivi a bomba atômica."
Segundo Lamet, seu mais célebre biógrafo: "Com o passar do tempo, a bomba atômica, se converteu para o Pe. Arrupe em uma explosão simbólica que o despertou para uma nova era de sua vida" (op. 211).
Em 22 de março de 1954 é nomeado vice-provincial do Japão (naquela época missão dependente da Província da Alemanha Inferior), no exercício dessa função percorre vários países fazendo conferências para angariar fundos e despertar vocações para a missão no Japão, pois nessa época havia a expectativa da conversão em massa dos japoneses, que tinham seu referencial religioso no Imperados abalados.
Em 1958 a Missão jesuítica no Japão é alçada a condição de Província, e Pedro Arrupe nomeado seu primeiro provincial.

## Opiniões
Algumas opiniões sobre Pedro Arrupe:
Acreditava demais nas pessoas (Padre Angel Setoain)
Nunca perdia se bom humor e seu sorriso. Embora sendo muito austero consigo mesmo, era amável com os outros. E nunca falava de alguém pelas costas. Era humilde, espiritual e sabia exigir. Confiava na bondade das pessoas. Sincero e muito simples. (Padre Klaus N. Luhmer, cit. Lamet p. 246)
O pintor José Maria Falgas ao retratar o Padre Arrupe, buscou fixar na tela a característica mais significativa, segundo ele, Arrupe seria o "rosto da autenticidade".
Adolf Meister sj, pintou o rosto de Arrupe destacando a alegria.
Segundo Juan Lorent, Arrupe seria como: "uma montanha de neve, tua fronte se ilumina.  Acima dos ventos e das tormentas, acima de todos os abismos e sombras, emerge o cume imperturbável, incorruptível de tua luz. Se em ti há algo de rocha, é porque comunicas segurança. A montanha não se assusta diante do abismo. Tu tens a grandeza de quem não se deixa afundar. Hoje te contemplei e comecei a te compreender, missionário de todos os futuros, mensageiro da esperança, águia, protagonista de tudo menos de ti mesmo" (Juan Lorente, apud cit. Lamet p. 361)
"era otimista, cheio de sabedoria e de fortaleza, porque acreditava que a humanidade estava nas mãos de Deus! (Quirino Weber sj)
Ele próprio disse a um jornalista que era um otimista "porque Deus trabalha a longo prazo Nosso horizonte é muito pequeno" (Lamet p. 418)

## Um Profeta como Prepósito-Geral da Companhia de Jesus.
No dia 22 de maio de 1965, durante a realização do Concílio Vaticano II, a Companhia de Jesus tinha 36.038 integrantes espalhados em 100 países, que dirigiam 4.600 colégios, 64 universidades e milhares de seminários, paróquias ou centros sociais. Nesse dia Pedro Arrupe foi eleito como Superior-geral da Companhia de Jesus.
Em 5 de outubro de 1965 foi eleito  e dirigindo-se ao centro da sala da Congregação para receber a missão de Geral, Padre Arrupe, a seu modo típico, abriu os braços e perguntou:
E agora, o que faço? Os membros da Congregação Geral queriam eleger um homem do momento: que reunisse, ao mesmo tempo, espírito inaciano, conhecimento do Instituto, experiência de Companhia, personalidade de líder e uma destacada sensibilidade atual, um homem respeitado e de grande aceitação, revestido de inegável aura profética. (op. cit. 266)
Sua eleição foi vista por alguns jornais dessa forma:
- New York Times: Arrupe é considerado um liberal e se pode compará-lo com o falecido Papa João XXIII

- Le Figaro: É, ao mesmo tempo, muito aberto e fiel à tradições espirituais.

Se lançava, de forma incansável, às atividades próprias de quem governa e anima uma multidão tão diversificada, como é a Companhia de Jesus, dizia que teria toda a eternidade para descansar.
Era inabalável em sua fé e missão cristã diante do mundo ateu. Não só; era até otimista: Fé no homem, em todo homem, crente ou não; atitude de diálogo, necessidade de amor e, como conseqüência, compromisso com a justiça e a paz. Sim, tenho plena confiança na semente que Deus plantou no ser humano (op cit. 277))
Foi ele quem introduziu na vida e na reflexão da Igreja o tema da Inculturação.
Durante o Concílio Vaticano II, fez três intervenções na aula conciliar, sobre: a Igreja e o mundo moderno, sobre o ateísmo, e sobre as atividades missionárias e teve início uma fecunda amizade com o Irmão Roger Schutz, fundador da Comunidade de Taizé
O Concílio Ecumênico inaugurou uma nova época da Igreja, sobretudo na voz de João XXIII, convidando para um urgente aggiornamento.
Os tempos eram de enorme agitação e mudança, os famosos anos sessenta. A Igreja acabava de viver o Grande Concílio Ecuménico Vaticano II e agora havia que o adaptar e adoptar em todos os sentidos à vida e missão eclesial. Arrupe foi eleito. eleito para a vida, pois é assim na Companhia de Jesus. Na sua reduzida "bagagem" trazia um relógio parado! Sim, o padre Arrupe estava, vivia, em Hiroshima, naquela mesma hora, naquele local onde rebentou a bomba atômica!…e o seu relógio, como tantas vidas, parou! Esta é a parábola da sua vida. um choque, uma paragem, uma viragem que é recomeço, uma hora nova. assim foi para ele, por várias vezes.
Nesse sentido, também os institutos de vida consagrada, como é o caso da Companhia de Jesus, foram chamados a fazer uma profunda avaliação e renovação espiritual e missionária, tendo presente como referenciais básicos o Evangelho, a experiência fundacional e a realidade atual. Tais institutos não pertencem a estrutura hierárquica da Igreja, mas fazem parte, de forma inabalável, da sua vida e santidade. (Lumen Gentium 44).
Por meio de diversos escritos conferências e orientações procurou impulsionar a aplicação do decreto conciliar Perfectae Caritatis para a atualização da Vida Religiosa, sobretudo dentro dos três referenciais indicados, tendo ênfase na volta ao Jesus dos Evangelhos, que era seu tema predileto.
No que se refere a volta a experiência fundacional publicou um longo comentário sobre os Exercícios Espirituais de Santo Inácio de Loyola, cuja prática é característica fundamental dos jesuítas.
Entre 1965 e 1983, foi presidente da União dos Superiores Gerais de Roma.
Em 8 de setembro de 1973, convoca a 32ª Congregação Geral, principalmente com o propósito de definir e eficazmente concretizar o tipo de serviço que a Companhia de Jesus deve prestar à Igreja neste período de rápidas mudanças no mundo, e assim reponder ao desafio que esse mundo nos lança.
Um dos frutos da 32ª Congregação Geral da Companhia de Jesus foi Decreto nº 4, segundo o qual: "A Missão da Companhia de Jesus, hoje, é o serviço da fé, do qual a promoção da justiça constitui uma exigência absoluta" (CG 32, d. 4, nº 2).
Na ocasião da aprovação do referido Decreto nº 4, presidindo a sessão, olhou fixamente para os 236 jesuítas ali congregados, e falou pausadamente: "Estamos bem conscientes do que acabamos de votar e aprovar? A partir de agora, a prioridade das prioridades de nossa missão é o serviço da fé e a promoção da justiça. Por causa dessa decisão vamos ter novos mártires na Companhia de Jesus.". De fato, entre 1975 e 2007, o número de jesuítas, que em várias partes do mundo, foram violentamente eliminados, por causa de seu empenho evangelizador em favor da fé e da justiça, passa de 40.
Participou, como convidado especial, da III Conferência Geral do Episcopado Latino Americano (CELAM), que se reuniu em Puebla (México), entre 28 de janeiro e 13 de fevereiro de 1979. Apoiou as resoluções tomadas em Puebla, exortando os jesuítas da América Latina, a contribuir na missão fundamental da Igreja que é evangelizar, aqui e agora, com os olhos voltados para o futuro.
Em 14 de maio de 1978 envia a toda a Companhia uma carta e um Documento de Trabalho sobre a Inculturação.
No final de 1979, sensibilizou-se com o drama dos Boat People e aplicando o critério inaciano de maior urgência cria uma nova frente apostólica fundando o Secretariado dos Refugiados.
Em 1980, participou de um encontro de jesuítas inseridos no mundo do trabalho, apoiando esse novo modo de evangelizar pela inserção, aculturação e inculturação.
No dia 8 de dezembro de 1980, a pedido dos Provinciais da América Latina, enviou uma carta de orientação sobre a Análise Marxista.
Em 7 de agosto de 1981, retornando de uma viagem na Ásia sofre uma trombose cerebral, que o impediria de continuar a exercer as funções de Superior Geral da Companhia de Jesus.
Ninguém poderá esquecer aquela imagem em que ele pedia a bênção de joelhos a João Paulo II. "O mundo avança mesmo sem nós, disse ele, de nós depende que avance conosco!" Assim incentivava um dia os jesuítas ao compromisso na fé e na justiça. Avisando que estas não se podem separar, como não se separaram quando em tempos suas mãos deram vida em Hiroshima.

## Os últimos anos: a"Quarta Provação"
O caminho foi difícil e confrontado para a Companhia, dentro e fora, entre o poder político e a Santa Sé. Apesar do cargo de superior Geral da Companhia ser vitalício, ele sentiu a sua missão cumprida e pediu para resignar. Mas o papa João Paulo II não aceitou a sua renuncia, instalando um clima de crise, mas que, apesar de todas as especulações negativas, a Companhia souber viver em obediência verdadeira por amor a Cristo e a sua Igreja.
Em 1980 sofreu uma trombose, o que o levou a ter de resignar a 3 de Setembro de 1983. E, no seu discurso de despedida aos jesuítas disse: "Yo me siento, más que nunca, en las manos de Dios. Eso es lo que he deseado toda mi vida, desde joven. Y eso es también lo único que sigo queriendo ahora. Pero con una diferencia: Hoy toda la iniciativa la tiene el Señor. Les aseguro que saberme y sentirme totalmente en sus manos es una profunda experiencia."
E assim se sentiu quando em 5 de fevereiro de 1991 partiu para a casa do Pai.

## Beatificação
O padre geral dos jesuítas, Arturo Sosa Abascal, anunciou em 11 de julho de 2018 o início do processo de beatificação de Pedro Arrupe. Em 5 de fevereiro de 2019, a Diocese de Roma procedeu oficialmente a abertura do inquérito diocesano do processo.